# Пренестинская дорога

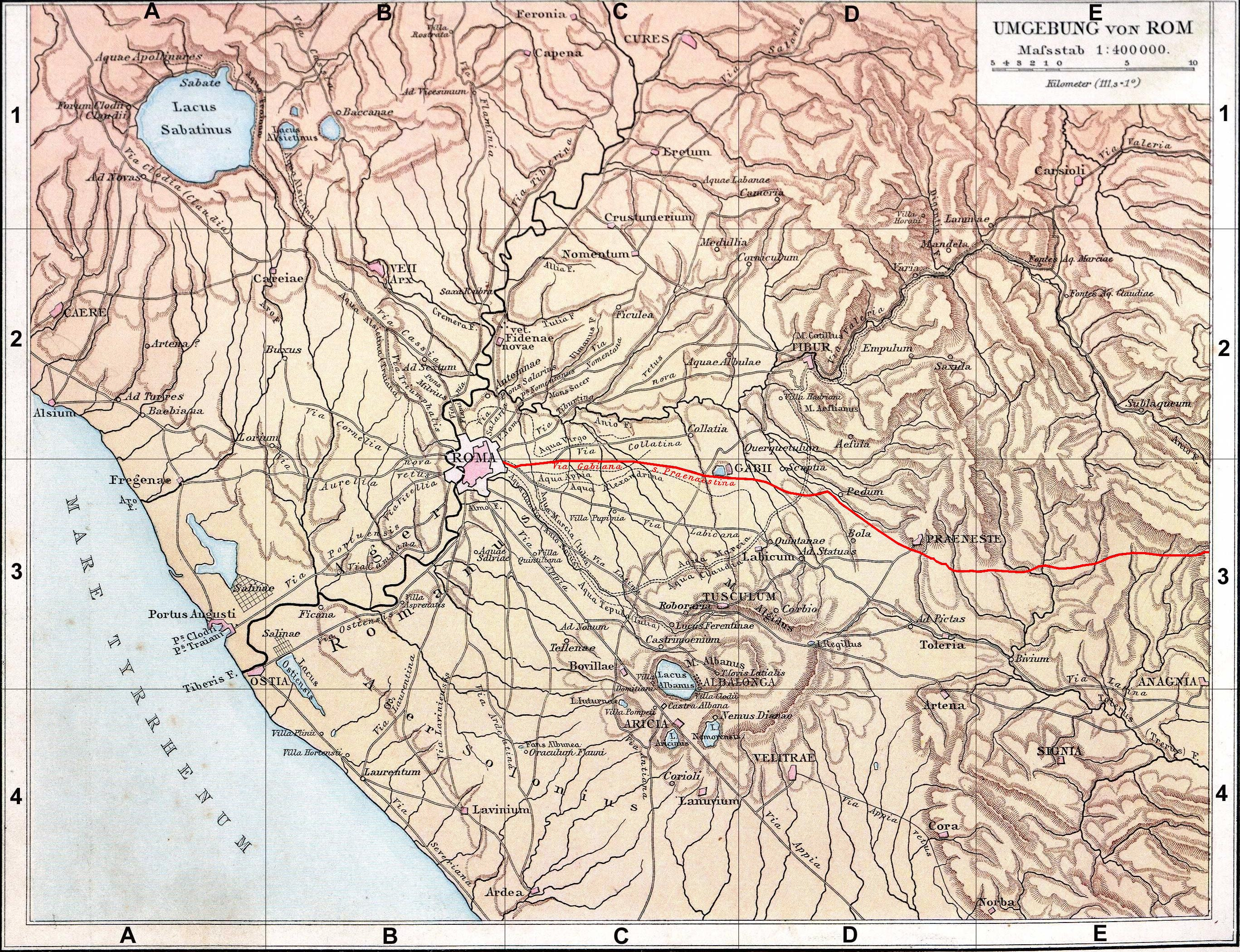

Пренестинская дорога (лат. Via Praenestina) — античная дорога в Италии.
Первоначально дорога называлась Via Gabina, по названию конечного пункта — города Габии (лат. Gabii). Затем дорогу продлили до Пренесте (лат. Praeneste) (современная Палестрина), и она получила новое название. Дорога начиналась в Риме у Эсквилинских ворот.